# Lilla Kalven
Lilla Kalven är en sjö i Gnesta kommun i Södermanland och ingår i Trosaåns huvudavrinningsområde. Sjöns area är 0,035 kvadratkilometer och den är belägen 66 meter över havet.